# Grand anglo-français tricolore
Grand anglo-français tricolore är en hundras från Frankrike. Den är en braquehund och drivande hund för jakt i koppel (pack) på högvilt. Grand anglo-français blanc et noir grundar sig på de franska raserna poitevin, grand bleu de gascogne och gascon saintongeois korsade med engelska foxhound. Korsningarna har sitt ursprung i mitten av 1800-talet. 1957 delades de större franska packhundarna in efter färg och om de hade foxhound inkorsad.